# Coelorachis tuberculosa
Coelorachis tuberculosa är en gräsart som först beskrevs av George Valentine Nash, och fick sitt nu gällande namn av George Valentine Nash. Coelorachis tuberculosa ingår i släktet Coelorachis, och familjen gräs. Inga underarter finns listade i Catalogue of Life.